# The Street (pel·lícula de 1976)
The Street és un curtmetratge d'animació de 1976 de Caroline Leaf per al National Film Board of Canada

## Argument
Basada en una història breu del mateix nom de Mordecai Richler sobre les reaccions dels membres d'una família jueva davant la mort d'una àvia, la pel·lícula fa una afirmació contundent sobre quantes famílies responen als seus membres vells i malalts. En animació de pintura sobre vidre, amb rentats d'aquarel·la i tinta, Leaf il·lustra les reaccions a una àvia moribunda, captura els sentiments dels subjectes i els destil·la a la crua realitat.

## Recepció i llegat
A més dels seus nombrosos premis en festivals de cinema, l'any 1984, l'Olympiad of Animation, patrocinada per l'Associació Internacional de Cinema d'Animació (ASIFA) i el Comitè Organitzador Olímpic de Los Angeles, es va anomenar The Street la segona millor pel·lícula de tots els temps (Skazka Skazok, va ser el número 1). In 1991, for the 50th anniversary of the founding of ASIFA, a list of "Best Films of All Time: 50 Animated Films for the 50th" was created; The Street was ranked at number nine. Ha sigut distingida en els següents certàmens:
- Festival Internacional d'Animació d'Ottawa: Gran Premi del Festival, 1976
- Festival Internacional de Cinema de Chicago: Gold Hugo, 1976
- 27ns Premis del Cinema Canadenc, Toronto: Millor pel·lícula d'animació, 1976
- 27ns Premis del Cinema Canadenc, Toronto: Wendy Michener Award per la "contribució a l'art de l'animació" de Caroline Leaf a The Street.[6]
- Golden Gate International Film Festival, San Francisco: Certificat d'èxit excepcional, Curtmetratge, 1976
- ALA Notable Children's Films, 1976.[7]
- American Film and Video Festival, Nova York: Blue Ribbon, Language Arts, 1977
- Festival Internacional de Cinema de Cork: primer premi – Estatueta de bronze de St. Finbarr, pel·lícules d'animació, 1977
- Festival Internacional de Cinema de Melbourne, Melbourne: Special Prize of the Jury, 1977
- Columbus International Film & Animation Festival, Columbus, Ohio: Chris Bronze Plaque, 1977
- Festival Internacional de Cinema de Roshd, Teheran: Premi Especial del Ministeri de Cultura i Arts, 1977
- High Plains Film Festival, Texas Tech University: primer premi, 1977
- CINANIMA: Festival Internacional de Cinema d'Animació d'Espinho, Espinho, Portugal: Dofí de Plata a la Millor Pel·lícula, 3–11 minuts, 1977
- Festival Internacional de Curtmetratges de Lilla, Lilla: Menció Especial del Jurat, 1977
- Festival Internacional de Cinema d'Osca, Osca: Millor pel·lícula d'animació, 1978
- Premis Oscar de 1976: Nominat: Oscar al millor curtmetratge d'animació, 1977[8][3][9][10]

## Obra citada
- Evans, Gary. In the National Interest: A Chronicle of the National Film Board of Canada from 1949 to 1989.  University of Toronto Press, 1991. ISBN 0802027849.